# Tore Ahnoff
Nils Tore Magnus Ahnoff, född 1 mars 1917 i Helsingborg, död 4 februari 2016 i Göteborg, var en svensk konstnär, lärare och rektor på Valands konsthögskola i Göteborg.
Tore Ahnoff var verksam som målare, tecknare och grafiker. Han studerade vid Konstskolan Valand i omgångar 1937–1944, samt Konstakademiens etsningsutbildning 1943. Han debuterade med en separatutställning på Lorensbergs konstsalong 1946 och deltog i flera år i den återkommande samlingsutställningen "Unga tecknare" på Nationalmuseum, i utställningen Göteborgskonst på Liljevalchs konsthall 1947, den svenska officiella utställningen i Oslo 1950. Under åren 1961–1971 var han rektor för konstskolan Valand.
Ahnoff har haft separatutställningar i Stockholm på exempelvis Galleri Gummeson 1952, Grafiska sällskapet 1981, Konstakademien 1988, och i Göteborg på Göteborgs konsthall 1950, 1958 och 1975, på Konstfrämjandet 1977, Göteborgs konstmuseum 1984 med flera gallerier, och på flertal andra platser. Han har också deltagit i en mängd samlingsutställningar. Han var aktiv i Arildsgruppen och Konstnärshuset i Arild och deltog i utställningar med Konstnärernas Samarbetsorganisation (KSO) och medlem i KRO.
Tore Ahnoff är representerad på bland annat Moderna Museet, Göteborgs konstmuseum, Malmö konstmuseum, Borås konstmuseum, Helsingborgs stadsmuseum, Kalmar läns museum, Arkiv för dekorativ konst i Lund, Gustaf VI Adolfs samling, Århus kommun, Billedgalleriet i Bergen, och han har gjort offentliga arbeten i Guldhedstornet i Göteborg 1954, för Statens konstråd i Göteborgs universitet 1970, 1974 och 1980, i biblioteket i Bergsjön 1973, Socialförvaltningen i Göteborg 1980, Kyrkbyskolan i Nödinge 1982 och i kvarteret Landsknekten i stadsdelen Haga.
Fram till sin död hade han Statlig inkomstgaranti för konstnärer. Han var gift med konstnären Brita Ahnoff. De är begravda på Östra kyrkogården i Göteborg.